# Пересувний театр
Пересувни́й теа́тр (мандрівни́й теа́тр) — театр, що не має постійного приміщення і дає вистави у різних населених пунктах. 
Мандрівний характер мала діяльність більшості народних театрів різних країн світу (міми, скоморохи, вертеп), але як особлива форма професійного видовища пересувний театр поширився у багатьох країнах Європи і Америки в 19 ст. 
В Україні царський уряд забороняв український стаціонарний театр. Тому діяльність майже всіх українських театрів (крім Театру Миколи Садовського, 1906—1919) відбувалася в умовах частих переїздів. 
Перші в СРСР державні пересувні, т. з. робітничо-селянські, театри виникли в Україні 1923—24 в Києві та Одесі. На початку 30-х років вони дістали назву робітничо-колгоспних театрів, провадили громадську й культурну роботу серед населення та у військових частинах. Реорганізовано 1960 в обласні театри, які базувались в обласних або районних центрах і показували вистави в містах, селищах, радгоспах і колгоспах.